# Hrvatski emigrantski komitet
Hrvatski emigrantski komitet je bila hrvatska iseljenička organizacija političkih emigranata, osnovana 1919. godine u Austriji, koja se protivila nastanku i opstojnosti Kraljevine Srba, Hrvata i Slovenaca.
Hrvatski komitet nazivaju Hrvatski emigrantski revolucionarni komitet (Bogdan Krizman), Hrvatski emigrantski odbor (Manko Gagliardi), Hrvatski oslobodilački pokret i Hrvatski emigrantski komitet (M. Colić) ili emigrantska Frankovačka stranka (Edmund Glaise von Horstenau).
Hrvatski komitet je osnovan u Grazu od strane iseljenih Hrvata od kojih su mnogi bili bivši vojnici i generali Austro-Ugarske vojske, te članovi Stranke prava. Na čelu komiteta bio je jedan od prvaka HSP-a Ivica Frank, koji je 1919. otišao u emigraciju. Važnu ulogu u Komitetu imao je i Manko Gagliardi (Emanuel Gagliardi). Skupini emigranata iz ove skupine pripadao je Vladimir Sachs Petrović.
Neki od znamenitijih članova komiteta su bili; Stjepan Sarkotić, Stjepan Duić, Ivo Frank i drugi. Ivo Frank je od svibnja 1919. sudjelovao u radu "Hrvatskog komiteta" kao njegov predsjednik, te je na toj poziciji ostao sve do 1929. godine. Prema zapisima Frankove supruge Aglaje konačni cilj komiteta je bio stvaranje samostalne Hrvatske, samostalne Crne Gore (s Albancima) i priključenje Vojvodine Mađarskoj. Gagliardi tvrdi da je politički cilj organizacije bilo odvajanje Hrvatske iz Kraljevine SHS te "da se zajedno sa Ugarskom prisloni na Italiju.", a da u Hrvatskom komitetu nije bilo "karlističke propagande". 1921. godine režim Kraljevine SHS je uhitio 14 pravaša, među inima Antu Pavelića, Ivu Pilara i Milana Šufflaya. Svi su bili optuženi i izveden pred sud zbog navodnih veza s Hrvatskim komitetom. Optuženici su osuđeni na razne oštre kazne od nekoliko mjeseci do dvanaest godina robije. 
Hrvatski komitet i Grupa Sarkotić imali su zajedničke ciljeve pa je bilo određene suradnje i doticaja među njima. Komitet je nedvojbeno bio protujugoslavenska organizacija.
Središta Hrvatskog komiteta bila su u Beču, Štajerskom Gradcu i Budimpešti. U austrijskim srdištima glavni predstavnici bili su general Stjepan Sarkotić i Ivan Perčević. Aglaja Frank tvrdi da je i slavni vojskovođa Svetozar Borojević od Bojne bio je članom uprave Hrvatskog komiteta. U povjesničarskim djelima ta se činjenica pak ne navodi. U budimpeštanskom sjedištu glavni su bili Ivo Frank i Stevo Duić. Budući da je većina članstva komiteta bila časnicima austro-ugarske vojske (Duić, Stipetić, Glogovac, Petričević, Jesenski i dr.), organizacija je imala i potencijale za ustrojavanje oružanih postrojbi, što se i dogodilo osnivanjem Hrvatske legije u Mađarskoj.
Poput svake organizacije političkih emigranata koja je radila na prevratu u domovini, računali su na inozemne saveznike. To su mogle biti države zaoštrenih i/ili neprijateljskih odnosa s Kraljevinom SHS. U saveznike su ubrajali i narode unutar Kraljevine SHS, koji su se osjećali zanemareni i podređeni u odnosu na položaj dominantnih Srba, pa se radilo na približavanju Hrvata, Crnogoraca okupljenih oko kralja Nikole, Albanaca i Mađara. Rušenje jugoslavenske tvorevine svaka je struja u Komitetu drugačije i proturječno zamišljala, što je vodilo ka razmimoilaženjima i na koncu razbijanja jedinstva u Komitetu.
Ivo Frank je u početku računao na talijansku potporu Hrvatskom komitetu u borbi - otporu protiv Srba. Kraljevina Italija je otvoreno nastupila prema Hrvatskom komitetu, ali se nije upuštala u davanje veće pomoći. Neuspjesi su izazvali sukobe u Hrvatskom komitetu, koji su završili i njegovim slomom. Razmjena kritika o načinu vođenja taktike potpuno je posvađala vodeće osobe. Frank je ušao u spor s Duićem, a koji je završio i oružanim sukobom.
Urušavanju organizacije pridonijelo je što je tijekom pregovora Kraljevine SHS i Italije o granici 1921., Manko Gagliardi jugoslavenskoj strani dojavljivao što se sve zbivalo među hrvatskim emigrantima i kakva su stajališta imali u pregovorima s Talijanima, a to je također pridonijelo urušavanju organizacije, kako tvrdi Aglaja Frank.
Komitet je raspušten 1920-ih. Frank se je povukao u Budimpeštu i djelovao kao vođa hrvatske političke emigracije u Mađarskoj. Dio članstva Hrvatskog komiteta poslije je postao istaknutim pripadnicima ustaške organizacije poput bivšeg austro-ugarskog časnika Narcisa Jeszenskog.